# Seznam letišť ve Francouzské Polynésii
Tento seznam obsahuje výčet všech letišť ve Francouzské Polynésii.

## Letiště
Názvy letišť označené tučným písmem mají v provozu pravidelné komerční linky.
| Město příslušnosti/Poloha   | ICAO | IATA      | Název letiště                         | Přístup | Počet pasažérů v roce 2011 |
| --------------------------- | ---- | --------- | ------------------------------------- | ------- | -------------------------- |
| Ahe (Tenukupara)            | NTHE | AHE       | Letiště Ahe                           | Veřejné | 7 011                      |
| Anaa (Tukuhora)             | NTGA | AAA       | Letiště Anaa                          | Veřejné | 4 236                      |
| Apataki                     | NTGD | APK       | Letiště Apataki                       | Veřejné | 2 015                      |
| Aratika (3 km NW Paparara)  | NTKK |           | Letiště Aratika-Nord                  | Veřejné | 3 058                      |
| Aratika (15 km SW Paparara) | NTGR |           | Letiště Aratika-Perles                | Omezené |                            |
| Arutua (Rautini)            | NTGU | AXR       | Letiště Arutua                        | Veřejné | 7 408                      |
| Bora-Bora (Motu Mute)       | NTTB | BOB       | Letiště Bora-Bora (Motu-Mute Airport) | Veřejné | 254 967                    |
| Faaite (Hitianau)           | NTKF |           | Letiště Faaite                        | Veřejné | 2 034                      |
| Fakahina                    | NTKH | FHZ       | Letiště Fakahina                      | Veřejné |                            |
| Fakarava (Rotoava)          | NTGF | FAV       | Letiště Fakarava                      | Veřejné | 27 241                     |
| Fangatau (Teana)            | NTGB | FGU       | Letiště Fangatau                      | Veřejné |                            |
| Hao (Otepa)                 | NTTO | HOI       | Letiště Hao                           | Veřejné | 15 917                     |
| Hikueru (Tupapati)          | NTGH | HHZ       | Letiště Hikueru                       | Veřejné | 1 732                      |
| Hiva Oa / Atuona            | NTMN | Hix / AUQ | Letiště Atuona                        | Omezené | 28 569                     |
| Huahine / Fare              | NTTH | HUH       | Letiště Huahine - Fare                | Veřejné | 144 355                    |
| Katiu                       | NTKT |           | Letiště Katiu                         | Veřejné | 3 092                      |
| Kauehi (Tearavero)          | NTKA |           | Letiště Kauehi                        | Veřejné | 2 871                      |
| Kaukura (Raitahiti)         | NTGK | KKR       | Letiště Kaukura                       | Veřejné | 4 774                      |
| Makemo (Pouheva)            | NTGM | MKP       | Letiště Makemo                        | Veřejné | 11 319                     |
| Manihi (Paeva)              | NTGI | XMH       | Letiště Manihi                        | Veřejné | 15 689                     |
| Mataiva (Pahu)              | NTGV | MVT       | Letiště Mataiva                       | Veřejné | 8 313                      |
| Maupiti                     | NTTP | MAU       | Letiště Maupiti                       | Veřejné | 18 539                     |
| Moorea / Temae (Afareitu)   | NTTM | MOZ       | Letiště Moorea                        | Veřejné | 99 001                     |
| Napuka (Tepukamaruia)       | NTGN | NAU       | Letiště Napuka                        | Veřejné | 2 199                      |
| Niau (Tupana)               | NTKN |           | Letiště Niau                          | Veřejné | 2 254                      |
| Nuku Hiva (Taoihae)         | NTMD | NHV       | Letiště Nuku Hiva                     | Veřejné | 42 492                     |
| Nukutavake (Tavava)         | NTGW | NUK       | Letiště Nukutavake                    | Veřejné | 1 297                      |
| Puka-Puka (Teonemahina)     | NTGP | PKP       | Letiště Puka-Puka                     | Veřejné |                            |
| Pukarua                     | NTGQ | PUK       | Letiště Pukarua                       | Veřejné | 2 359                      |
| Raiatea / Uturoa            | NTTR | RFP       | Letiště Raiatea (Uturoa Airport)      | Veřejné | 202 643                    |
| Raivavae (Rairua)           | NTAV | RVV       | Letiště Raivavae                      | Veřejné | 10 911                     |
| Rangiroa (Avatorů)          | NTTG | RGI       | Letiště Rangiroa                      | Veřejné | 75 811                     |
| Raroia (Garumaoa)           | NTKO | RRR       | Letiště Raroia                        | Veřejné | 2 496                      |
| Reao (Tapuarava)            | NTGE | REA       | Letiště Reao                          | Veřejné | 2 477                      |
| Rimatara                    |      | RMT       | Letiště Rimatara                      | Veřejné | 10 659                     |
| Rurutu (Moerai)             | NTAR | RUR       | Letiště Rurutu                        | Veřejné | 23 322                     |
| Tahiti / Faa'a (Papeete)    | NTAA | PPT       | Mezinárodní letiště Tahiti            | Veřejné | 1 169 819                  |
| Takapoto (Fakatopatere)     | NTGT | TKP       | Letiště Takapoto                      | Veřejné | 3 105                      |
| Takaroa                     | NTKR | TKX       | Letiště Takaroa                       | Veřejné | 8 264                      |
| Takume (Ohem)               | NTKM |           | Letiště Takume                        | Veřejné |                            |
| Tatakoto                    | NTGO | TKV       | Letiště Tatakoto                      | Veřejné | 2 339                      |
| Tetiaroa                    | NTTE | TTI       | Letiště Tetiaroa                      | Omezené |                            |
| Tikehau (Tuherahera)        | NTGC | TIH       | Letiště Tikehau                       | Veřejné | 36 465                     |
| Totegegie (Rikitea)         | NTGJ | GMR       | Letiště Totegegie                     | Veřejné | 7 003                      |
| Tubuai / Mataura            | NTAT | TUB       | Letiště Tubuai - Mataura              | Veřejné | 22 326                     |
| Tureia (Fakamaru)           | NTGY | ZTA       | Letiště Tureia                        | Veřejné | 2 928                      |
| Ua Huka (Hane)              | NTMU | UAH       | Letiště Ua Huka                       | Omezené | 6 591                      |
| Ua Pou (Hakahau)            | NTMP | UAP       | Letiště Ua Pou                        | Omezené | 8 915                      |
| Vahitahi (Mohitu)           | NTUV | VHZ       | Letiště Vahitahi                      | Veřejné | 2 339                      |